# Nasou

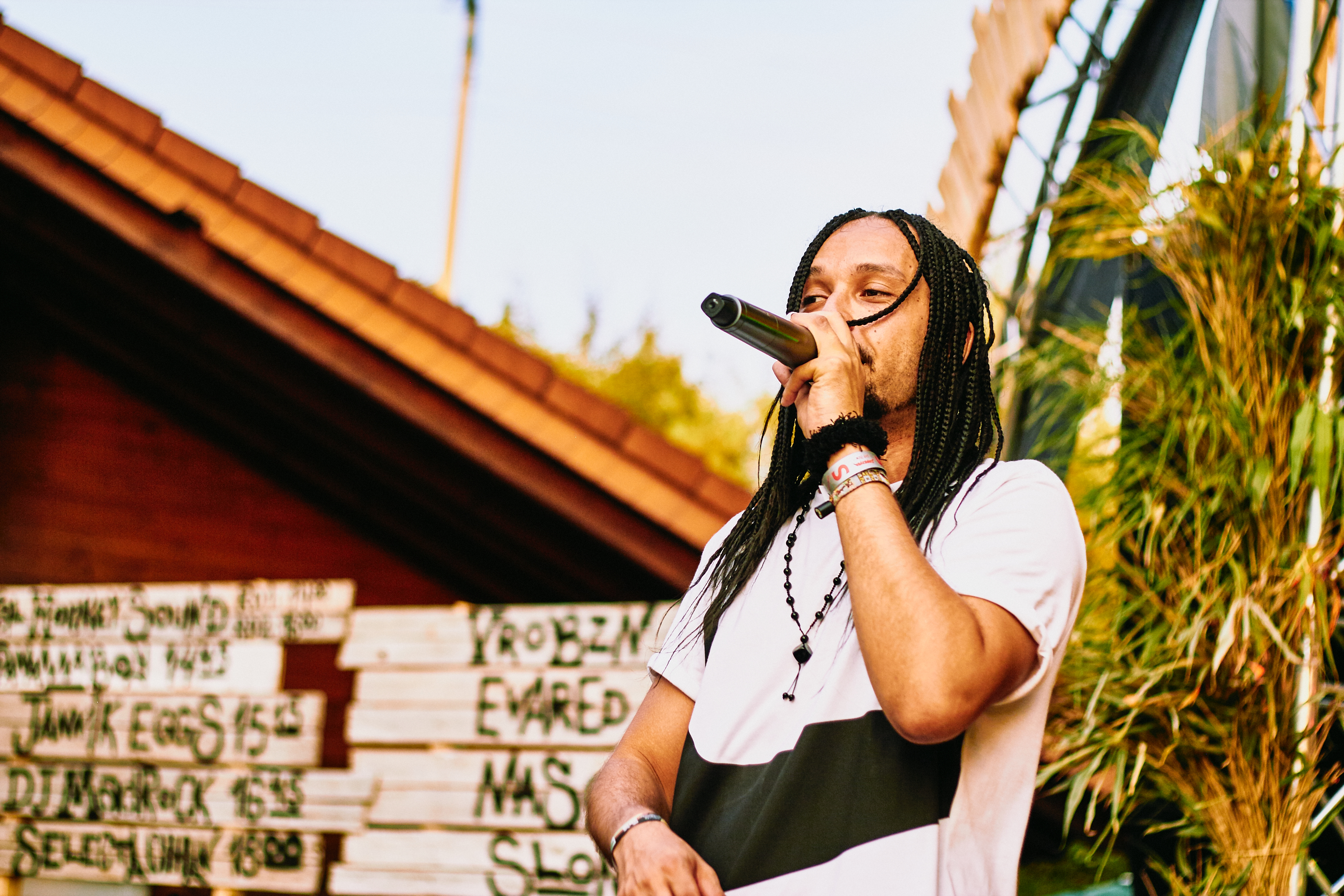
Nasou beim Lake of Riddims, Offenburg 2018

Nasou, bürgerlich Nassouh El Hichri, ist ein deutscher Rapper, Sänger und Musikproduzent mit tunesischen Wurzeln. Nasou ist in Stuttgart geboren und aufgewachsen. Bekannt wurde er mit deutschsprachigem HipHop, Reggae/Dancehall und mit Kompositionen für Film, Dokumentationen und Fernsehen. 

## Leben
Nassouh El Hichri wuchs zusammen mit seiner älteren Schwester bei seinen Eltern auf. Die Familie lebte in Stuttgart-Heslach.
Erste Eindrücke von Hip-Hop bekam er im Jugendhaus West, in dem sich Breakdancer aus verschiedenen Crews, u. a. auch Mitglieder der zu dem Zeitpunkt kommerziell erfolgreichen Southside Rockers und der United B-Boys, zum Breakdance-Training trafen. Erste Trainings machte er mit dem Comedian und Schauspieler Özcan Coşar. Er erhielt Klavierunterricht, begann Breakdance zu tanzen und ließ sich von Wettbewerben wie dem Battle of the Year beeinflussen. Er besuchte unter anderem das Friedrich-Eugens-Gymnasium Stuttgart. Nach dem Abitur studierte er Audiovisuelle Medien an der Hochschule der Medien und schloss mit dem Bachelor of Engineering ab.

### Rapper und Produzent
2005 stieg er in ein Musikstudio und Independent-Label ein und schrieb Auftragskompositionen und Songs für kleinere Unternehmen. Es entstanden seine ersten drei Alben 1st Round, auf dem er noch englisch rappte, S.u.N. und Wer ich bin, auf dem sich der Song Ödes Leben befindet, der 2009 die ersten Radioairplays bei bigFM ermöglichte.
Sein 2012 selbst produziertes Album Walkman enthielt Songs wie So was schönes und Mal sehen. Seitdem war er immer wieder Gast in der DasDing-Sprechstunde mit Alexander Franke aka Sandy.
Mit der von Manuel Mayer produzierten und über das Label Catch A Fire veröffentlichten EP Peacemaker von 2013 konnte er sich in der deutschsprachigen Hip-Hop- und Reggae-Szene einen Namen machen. Es folgten zahlreiche Auftritte neben Szenegrößen der deutschen Golden Era des Hip-Hops, wie den Beginnern, Torch, Max Herre, Samy Deluxe, Peter Fox, Gentleman, Trettmann, Culcha Candela und später auch Bausa, RAF Camora, der 187 Strassenbande, Cro, Kool Savas, Eko Fresh und vielen anderen. Zu seinen relevantesten Live-Auftritten zählten das Summerjam Festival Köln und das HipHop Open Stuttgart neben den Stuttgarter Rappern Sickless und Marz.

### Komponist und Songwriter
Als Freelancer produzierte er zwischen 2012 und 2020 zusammen mit Timo Joh. Mayer und Benjamin Eicher für die Universal Music Germany Musik für zahlreiche Dokumentarfilme. Der weiße Massai Krieger schaffte es 2019 deutschlandweit in die Kinos. Auch auf dem Filmfest Emden, der Filmschau Baden-Württemberg und dem Beyond 3D Festival in Karlsruhe liefen einige der Filme.
Mit der Agentur HearDis produzierte er die Werbekampagnen-Song für die Kaufland-Aktion „Jumpers“ und für die „Shake your numbers“-Kampagne von Westlotto stellte er seinen Song Leb mein Leben so wie ich mag zur Verfügung.
Seine Songs Du kannst und Irgendwo was starten dienten einer Folge Berlin – Tag & Nacht als musikalische Untermalung.

## Diskografie
| Jahr | Titel                  | Label          | Anmerkungen                                |
| ---- | ---------------------- | -------------- | ------------------------------------------ |
| 2008 | 1st Round              | -              | englischsprachig                           |
| 2009 | S.u.N.                 | -              | -                                          |
| 2010 | Wer ich bin            | -              | -                                          |
| 2012 | Walkman                | Hells` Kitchen | -                                          |
| 2013 | Peacemaker EP          | Catch A Fire   | +1000 Downloads in der ersten Releasewoche |
| 2014 | Jamsessions Mixtape    | Eigenvertrieb  | Live-Mixtape                               |
| 2015 | Roadmovie              | Catch A Fire   | Erstes Kaufalbum                           |
| 2015 | Nasou & the Bixty Boys | Catch A Fire   | Live-Album                                 |

| Jahr | Titel                         | Label          | Anmerkung                               |
| ---- | ----------------------------- | -------------- | --------------------------------------- |
| 2009 | Ödes Leben                    | -              | BigFM Airplay                           |
| 2010 | Wer ich bin                   | -              | -                                       |
| 2010 | Vogelperspektive              | -              | -                                       |
| 2012 | Mal Sehen                     | -              | Featuring Nimer MC / DasDing Airplay    |
| 2012 | I love Stuggi City            | -              | Theme Song für Stuttgart Touristik      |
| 2012 | Sack voller Songs             | Hells` Kitchen | -                                       |
| 2012 | So was schönes                | Hells' Kitchen | -                                       |
| 2013 | Wie ich es mach               | Catch A Fire   | -                                       |
| 2013 | N.A.S.                        | Catch A Fire   | -                                       |
| 2014 | Montagsblues                  | Eigenvertrieb  | -                                       |
| 2015 | Wayooy                        | Catch A Fire   | -                                       |
| 2015 | Leb mein Leben so wie ich mag | Catch A Fire   | Westlotto Kampagne "Shake your numbers" |
| 2016 | Es geht los                   | HearDis        | Kaufland Kampagne "Jumpers"             |
| 2018 | Ring Ring                     | Eigenvertrieb  | -                                       |
| 2018 | Edward Norton                 | Eigenvertrieb  | -                                       |
| 2018 | Du und ich für immer          | Eigenvertrieb  | -                                       |

| Jahr | Titel                    | Anmerkung                                         |
| ---- | ------------------------ | ------------------------------------------------- |
| 2012 | Amazing Oceans 3D        | Universal Home Entertainment                      |
| 2012 | Our Universe 3D          | Universal H.E., In Zusammenarbeit mit Mango Films |
| 2012 | Sharks 3D                | -                                                 |
| 2013 | Ägypten 3D               | Universal H.E.                                    |
| 2013 | Haie 3D                  | -                                                 |
| 2013 | Delfine 3D               | -                                                 |
| 2014 | Wildnis 3D               | -                                                 |
| 2014 | Madagascar 3D            | -                                                 |
| 2015 | Endloser Horizont 3D     | -                                                 |
| 2015 | Korallenriffe 3D         | -                                                 |
| 2016 | Urban Athletics          | -                                                 |
| 2018 | Der weiße Massai Krieger | Filmschau Baden-Württemberg                       |
| 2018 | The Big Dream            | -                                                 |